# Selección juvenil de rugby de Fiyi
La selección juvenil de rugby de Fiyi es el equipo nacional de rugby regulado por la Fiji Rugby Union (FRU). La edad de sus integrantes varía según la edad máxima permitida del torneo, actualmente compite en torneos para menores de 19 y de 20 años denominándose a la selecciones Fiyi M19 y Fiyi M20 respectivamente; también compitió en la primera y última edición del Mundial M21, en el 2002 y 2006 respectivamente.

## Palmarés
- Trofeo Mundial M20 (1): 2018

- Mundial M19 División B (1): 2006[2]

- Oceania Junior Trophy M20 (3): 2015, 2016, 2017

- Oceania Challenge M20 (2): 2024, 2025

## Participación en copas
| - Sudáfrica 2002: 11º puesto - Francia 2006: 9º puesto - Irlanda 2007: 11º puesto - EAU 2006: Campeón - Oceania Junior Trophy 2015: Campeón invicto - Oceania Junior Trophy 2016: Campeón invicto - Oceania Junior Trophy 2017: Campeón invicto - Oceania M20 Challenge 2024: Campeón invicto - Oceania M20 Challenge 2025: Campeón invicto - Oceania Junior Championship 2017: 4º puesto (último) - Oceania Junior Championship 2018: 3º puesto - Oceania Junior Championship 2019: 3º puesto - Oceania Junior Championship 2022: 4º puesto (último) | - Gales 2008: 14º puesto - Japón 2009: 12º puesto - Argentina 2010: 8º puesto - Italia 2011: 6º puesto - Sudáfrica 2012: 11º puesto - Francia 2013: 11º puesto - Nueva Zelanda 2014: 12º puesto (último) - Argentina 2019: 11º puesto - Italia 2020: Cancelado - Sudáfrica 2023: 10º puesto - Sudáfrica 2024: 12º puesto (último) - Georgia 2026: A disputarse - Portugal 2015: 6º puesto - Zimbabue 2016: 3º puesto - Uruguay 2017: 6º puesto - Rumania 2018: Campeón invicto |